# Exacum sutaepense
Exacum sutaepense är en gentianaväxtart som beskrevs av Carl Curt Hosseus. Exacum sutaepense ingår i släktet Exacum och familjen gentianaväxter. Utöver nominatformen finns också underarten E. s. gracile.